# Магдебурзький водний міст

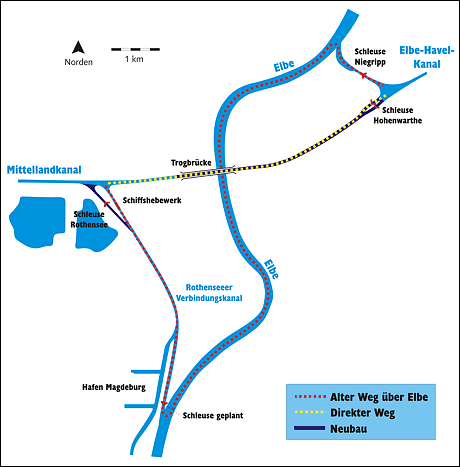
Карта з'єднання каналів через Магдебурзький міст

 Магдебу́рзький во́дний міст  (нім. Kanalbrücke Magdeburg, повна назва — Wasserstraßenkreuz Magdeburg) — водний міст у Німеччині, що з'єднує два важливі канали: Канал Ельба-Гафель і Середньонімецький канал, через який здійснюється сполучення з індустріальним районом — долиною Рура. Міст пов'язує між собою Магдебург, Берлін та Ганновер. Біля мосту є невеликий музей, де розповідається про будівництво мосту.
Довжина моста становить 918 метрів.

## Історія
Вперше ідея будівництва такого моста висловлювалася ще в 1919 році, і до 1938 року суднопідіймач Ротензеє та бики моста були вже готові. Проте під час Першої та Другої світових війн будівництво було призупинено. Після того, як на початку холодної війни Німеччина була розділена на дві частини, уряд НДР відклав будівництво на невизначений термін.
Після об'єднання Німеччини його зведення знову стало пріоритетним завданням.
Будівництво почалося в 1997 році і було завершено через шість років (у жовтні 2003 року). На нього було витрачено близько півмільярда євро., 68 000 м³ бетону та 24 000 т сталі.
Сьогодні міст з'єднує внутрішній порт Берліна з портами на Рейні. До його побудови кораблі були змушені робити 12-кілометровий «гак» через ротензеєвський шлюз річкою Ельба через шлюз «Нігріпп».

## Параметри
- Загальна довжина: 918 м (з них 690 м над сушею, 228 м над водою)
- Ширина русла: 34 м
- Глибина: 4,25 м
- Максимальний проліт: 106 м
- Використані матеріали: близько 68 000 м³ бетону, 24 000 т сталі.
- Спорудження почалося у 1997 році. Завершилося в 2003.

## Шлюзи
Для спуску суден у Канал Ельба-Хафель був побудований подвійний шлюз. На іншому кінці мосту, суднопідіймач Ротензєє використовується для спуску в Середньонімецький канал.